# Kazimierz Nycz
Kazimierz Nycz (Stara Wieś, 1 februari 1950) is een Pools geestelijke en kardinaal van de Rooms-Katholieke Kerk.
Nycz werd op 8 mei 1972 tot diaken en op 20 mei 1973 tot priester gewijd voor het aartsbisdom Krakau. In 1988 werd hij benoemd tot hulpbisschop van dit bisdom en werd daartoe op 4 juni 1988 tot bisschop gewijd. In 2004 werd hij bisschop van Koszalin-Kołobrzeg en in 2007 aartsbisschop van Warschau. Tevens werd hij bisschop voor de Polen die de oosterse riten aanhangen, met name de aanhangers van de Russische Grieks-Katholieke Kerk.
Nycz werd tijdens het consistorie van 20 november 2010 kardinaal gecreëerd. Hij kreeg de rang van kardinaal-priester. Zijn titelkerk werd de Santi Silvestro e Martino ai Monti. Nycz nam deel aan het conclaaf van 2013.
Nycz ging op 4 november 2024 met emeritaat als aartsbisschop van Warschau. Op 8 maart 2025 legde hij ook zijn taken neer als bisschop voor Polen van de Oosterse riten.
- Bibliothèque nationale de France: cb16605400b (data)
- International Standard Name Identifier: 0000 0000 7230 0281
- Library of Congress Control Number: no2013000646
- Nationale Bibliotheek van Polen: a0000002507274
- Virtual International Authority File: 101640798
- WorldCat: E39PBJmDr66PpXGT8cQWwBT8md